# Институт энергомашиностроения и механики МЭИ
Институ́т энергомашинострое́ния и меха́ники МЭИ (ЭнМИ, Энергома́ш; до 2002 года — Энергомашинострои́тельный факульте́т МЭИ, ЭнМФ) — один из институтов, входящих в структуру Национального исследовательского университета «МЭИ».

## Исторический очерк

### Образование ЭнМФ
Энергомашиностроительный факультет в составе МЭИ был образован 10 сентября 1943 года: в этот день в соответствии с решением Государственного комитета обороны СССР директор МЭИ В. А. Голубцова подписала приказ № 407 об образовании Энергомашиностроительного факультета. В то время для скорейшего подъёма советской энергетики, которой во время боевых действий был нанесён тяжёлый урон, требовалось опережающее развитие энергетического машиностроения, а оно испытывало нехватку квалифицированных кадров; однако в самое суровое для страны время правительство проявляло заботу о сохранении и развитии отечественного образования, науки и промышленности. Новый факультет был создан на базе Теплотехнического факультета МЭИ (в 1946 году переименован в Теплоэнергетический факультет).
Инициаторами создания Энергомашиностроительного факультета стали выдающиеся учёные-машиностроители А. В. Щегляев и Л. К. Рамзин. В первые годы существования факультета он обеспечивал подготовку студентов по двум специальностям: «Котлостроение» и «Турбиностроение». Первым деканом ЭнМФ стал А. В. Щегляев, а его заместителем — доцент В. А. Кириллин, будущий академик АН СССР. В момент образования факультета на 1-м его курсе насчитывалось 150 студентов, на 2-м — 50 студентов, на 3-м — 40 студентов.
С момента образования ЭнМФ утвердилась действующая и сейчас нумерация студенческих учебных групп факультета: С-n-yy, где начальная буква «С» обозначает факультет (институт) в составе МЭИ, в данном случае — ЭнергомашиноСтроительный; n — номер, кодирующий специальность, по которой обучаются студенты группы, а yy — две последние цифры года поступления в МЭИ.

#### Первые выпускающие кафедры
Специальность «Котлостроение» была создана профессором Л. К. Рамзиным, который возглавил вновь образованную кафедру Котлостроения (костяк её составила часть сотрудников кафедры Котельных установок, существовавшей на бывшем Теплотехническом факультете). Кафедра осуществляла подготовку студентов по специальности «Котлостроение», позднее — по специальности «Котло- и Реакторостроение». В 1962 году кафедру переименовали в кафедру Парогенераторостроения (ПГС).
Второй специализирующей кафедрой на ЭнМФ стала кафедра Тепловых двигателей, основанная ещё в 1930 году как кафедра Паротурбинных установок (первый заведующий — профессор Г. С. Жирицкий, возглавлявший кафедру до своего необоснованного ареста в 1937 году) и входившая до 1943 года в состав Теплотехнического факультета. С 1938 года до своей смерти в 1970 году кафедру возглавлял А. В. Щегляев. Новое название кафедры, полученное в 1943 году, было связано с введением для её студентов дополнительной специализации по газовым турбинам. В 1950 году она была в очередной раз переименована и стала называться кафедра Паровых и газовых турбин.

#### Общетехнические кафедры
Помимо двух выпускающих кафедр, при создании факультета в его состав были включены также кафедры Теоретической механики, Сопротивления материалов, Начертательной геометрии и черчения, Деталей машин, Технологии металлов, Теории машин и механизмов.
Кафедра Теоретической механики была создана одновременно с МЭИ в 1930 году (её первым заведующим в 1930—1933 гг. был профессор Н. Н. Бухгольц, а в 1940 году кафедру возглавил и руководил ею до 1974 года другой выдающийся советский учёный-механик — профессор М. Г. Слободянский).
В том же году была образована и кафедра Сопротивления материалов (её последовательно возглавляли профессора: в 1930—1932 гг. — Е. Н. Тихомиров, в 1932—1934 гг. — С. П. Никитин, в 1938—1958 гг. — С. С. Крюковский).
Одновременно с основанием МЭИ была создана и кафедра Начертательной геометрии и черчения. Начиная с 1930 года и вплоть до своей кончины в 1962 году её возглавлял профессор Е. А. Глазунов.
В 1931 году в МЭИ была основана кафедра Деталей машин (заведующий до 1951 года — профессор С. К. Руженцев). В 1938 года из её состава была выделена кафедра Теории машин и механизмов, которую возглавил профессор С. И. Артоболевский.
Кафедра Технологии металлов была создана в 1936 году. На момент образования ЭнМФ её возглавлял профессор А. С. Огневецкий.

### Развитие ЭнМФ в XX веке
После кончины в 1948 году Л. К. Рамзина кафедру ПГС последовательно возглавляли: доцент В. Н. Тимофеев (1949—1952 гг.), профессора А. П. Ковалёв (1952—1976 гг.), В. А. Двойнишников (1976—2005 гг.), П. В. Росляков (с 2005 г.). На кафедре постепенно сформировались два основных направления научных исследований. Одно из них связано с разработкой и оптимизацией конструкций паровых котлов с позиций наиболее рационального сжигания топлива и надёжной работы поверхностей нагрева; второе концентрируется вокруг вопросов создания экологически чистых технологий сжигания топлив в энергетических установках и, в частности, улучшения экологических показателей тепловых электростанций.

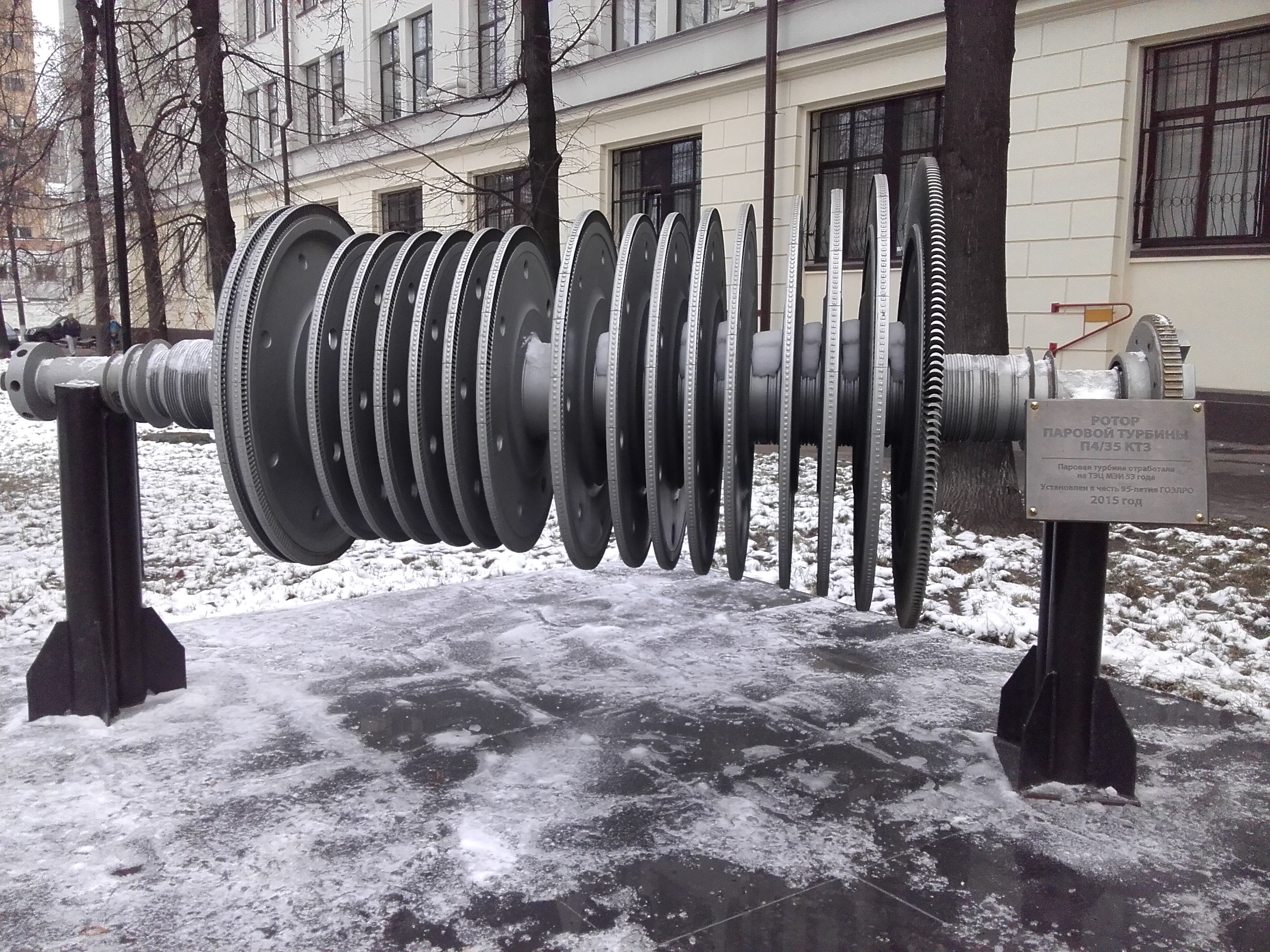
Ротор паровой турбины П4/35 КТ3 у входа в МЭИ

На кафедре ПГТ, возглавлявшейся профессором А. В. Щегляевым (с 1953 года — член-корреспондент АН СССР), были созданы следующие направления научных исследований: газодинамика турбомашин; автоматическое регулирование турбоустановок; прочность, вибрация и надёжность турбомашин; нестационарная газодинамика. Эти направления возглавили профессора М. Е. Дейч, С. Г. Смельницкий, А. Г. Костюк и Г. С. Самойлович. В 1950 году при кафедре была создана и с тех пор постоянно развивается Проблемная лаборатория турбомашин. Уникальной особенностью учебного процесса и научной работы на ЭнМФ стало широкое использование учебно-экспериментальной ТЭЦ МЭИ (строительство этой ТЭЦ мощностью 12 тыс. кВт было закончено в 1951 году; на её территории во дворе дома № 17 по Красноказарменной улице расположились также лаборатории ряда кафедр Энергомаша). В создании ТЭЦ МЭИ принимали участие А. В. Щегляев, Н. И. Тимошенко, А. Г. Костюк, Б. М. Трояновский, А. П. Ковалёв и др. (ротор паровой турбины, прослужившей на ТЭЦ МЭИ 60 лет, летом 2015 года был установлен на площадке перед входом в главный корпус МЭИ). После кончины в 1970 году А. В. Щегляева кафедру ПГТ последовательно возглавляли профессора А. Г. Костюк  (1970—1987 гг.) и А. Д. Трухний (1987—2002 гг.).
В 1951 году кафедры Деталей машин и Теории машин и механизмов были объединены в единую кафедру Теории механизмов и Деталей машин (заведующий — С. И. Артоболевский). Однако в 1957 году С. И. Артоболевский ушёл из МЭИ, а кафедру, которая в 1959 году получила новое название: кафедра Основ конструирования машин (ОКМ), возглавил профессор Н. А. Ковалёв, руководивший ею до 1977 года. Позднее кафедру возглавляли: доцент В. И. Ершов (1977—1980 гг.), профессор В. Н. Москаленко (1980—1984 гг.), доцент Д. А. Перемыщев (1984—1988 гг.), профессор В. П. Николаев (1988—2003 гг.), доцент Д. Д. Корж (2003—2006 гг.), А. И. Смирнов (с 2006 г.). Сотрудники кафедры занимались проектированием деталей машин и грузоподъёмных механизмов, изучением динамических процессов в зубчатых и гибких передачах, разработкой методов проектирования конструкций из композиционных материалов; в учебный процесс были внедрены системы автоматизированного проектирования.
Кафедра Начертательной геометрии и черчения в 1960-е годы была передана на факультет электрооборудования и автоматизации промышленности и транспорта (ЭАПТФ); в 1999—2001 гг. она входила в состав Института электротехники МЭИ (ИЭТ), а в мае 2001 года вернулась в состав Энергомаша. Во второй половине XX века на кафедре (переименованной после передачи на ЭАПТФ сначала в кафедру Технической графики, а затем — в кафедру Инженерной графики) были подготовлены фундаментальные учебники и задачники по курсам начертательной геометрии и машиностроительного черчения. Одновременно с этим была развёрнута работа по внедрению в курс инженерной графики современных математических методов, а позднее — и переориентации курса на использование средств компьютерной графики и современных систем проектирования и черчения типа AutoCAD и SolidWorks.
Во второй половине XX века число выпускающих кафедр в составе Энергомаша значительно выросло.
В 1959 году на ЭнМФ с упразднённого Гидроэнергетического факультета были переведены кафедра Гидравлических машин (заведующие: в 1946—1974 гг. — профессор В. С. Квятковский, в 1974—1982 гг. — профессор Г. В. Викторов; в 1953/54 учебном году приступила к подготовке инженеров-механиков по гидравлическим машинам) и общетехническая кафедра Гидравлики (заведующие: в 1946—1972 гг. — профессор С. В. Избаш, в 1972—1982 гг. — профессор Б. Т. Емцев). В 1983 году обе кафедры были объединены в единую кафедру Гидромеханики и гидравлических машин (ГГМ), которую возглавил профессор Б. Т. Емцев; в 1987 году его преемником стал профессор Г. М. Моргунов, в 1995 году — профессор В. И. Голубев. На кафедре велись научно-исследовательские работы по гидромеханике вязкой жидкости, проектированию и экспериментальному исследованию лопастных гидротурбин, гидравлике различных гидротехнических сооружений, гидродинамическим расчётам проточных частей гидромашин, конструированию и исследованию гидроприводов и средств гидропневмоавтоматики.
Кафедра Сопротивления материалов после прихода к её руководству профессора В. В. Болотина (заведующий кафедрой в 1958—1996 гг.; с 1974 года — член-корреспондент АН СССР, с 1992 года — академик РАН) становится с 1962 года специализирующей, начав подготовку инженеров-исследователей по специальности «Динамика и прочность машин». В 1969 году она в связи с этим была переименована в кафедру Динамики и прочности машин (ДПМ). На кафедре были развёрнуты научные исследования по изучению колебаний и устойчивости упругих систем, применению статистических методов в механике деформируемого твёрдого тела, исследованию прочности и сейсмостойкости элементов энергетического оборудования, развитию численных методов применительно к задачам механики материалов и конструкций. В 1996—2011 гг. кафедрой заведовал профессор В. П. Чирков.
Основы развития кафедры Технологии металлов были заложены такими учёными-материаловедами, как профессора И. А. Одинг (заведующий кафедрой в 1954—1964 гг.; с 1946 года — член-корреспондент АН СССР), М. П. Марковец (заведовал кафедрой в 1965—1968 гг.), Н. А. Ольшанский (заведующий в 1968—1984 гг.), И. В. Зуев (заведующий в 1984—1997 гг.), В. М. Матюнин (заведующий в 1998—2005 гг.), основавших известные научные школы. На кафедре были развёрнуты исследования в области изучения физико-механических и технологических свойств конструкционных материалов при разных температурах и условиях нагружения, разработки электронно-лучевых технологий сварки материалов разных классов, создания приборов для оперативной диагностики структурно-механического состояния металла в процессе эксплуатации оборудования ТЭС, ГЭС, АЭС. В 1969 году кафедра приступила к подготовке инженеров-механиков по специальности «Производство и монтаж оборудования атомных электростанций», а в 1988 году — по специальности «Машины и технология высокоэффективных процессов обработки».
Кафедру Теоретической механики в середине XX века стала одним из ведущих научно-методических центров, обеспечивавших подготовку молодых преподавателей Москвы по проведению практических занятий и чтению лекций по теоретической механике; многие выпускники мехмата МГУ той поры проходили педагогическую практику «у Слободянского в МЭИ на „Термехе“». После М. Г. Слободянского кафедру последовательно возглавляли представители школы механиков МГУ — профессора И. В. Новожилов (в 1975—1986 гг.), Ю. Г. Мартыненко (в 1986—2003 гг.), А. И. Кобрин (в 2004—2009 гг.); под их руководством были развёрнуты научно-исследовательские работы в области гироскопических систем и инерциальной навигации, динамики твёрдого тела в электрических и магнитных полях, механики и управления робототехническими системами (манипуляционные и мобильные роботы), компьютерного моделирования многозвенных систем твёрдых тел, асимптотических методов исследования сингулярно возмущённых дифференциальных уравнений, неголономной механики. С 1992 года кафедра становится специализирующей: на ней была открыта новая специальность механико-математического профиля «Роботы и робототехнические системы». Начиная с 1998 года, студенты кафедры ежегодно принимали участие в международных и Всероссийских фестивалях мобильных роботов, регулярно завоёвывая в них призовые места. Сотрудники кафедры (А. В. Корецкий, Н. В. Осадченко, А. И. Кобрин, В. Г. Кузьменко, М. Н. Кирсанов, О. М. Капустина) внесли большой вклад в разработку компьютерных обучающих средств по теоретической механике.

### ЭнМИ в XXI веке
В 1998—2002 гг. в МЭИ проводилась работа по изменению организационной структуры, в ходе которой на базе действующих факультетов создавались учебно-научные подразделения нового типа — институты. С 1 июля 2002 года Энергомашиностроительный факультет был преобразован в Институт энергомашиностроения и механики (ЭнМИ). На момент основания в штате института насчитывалось более 320 преподавателей и сотрудников, обучалось более 800 студентов. К этому времени Энергомаш подготовил около 10 тыс. высококвалифицированных специалистов, сотни кандидатов и докторов наук.

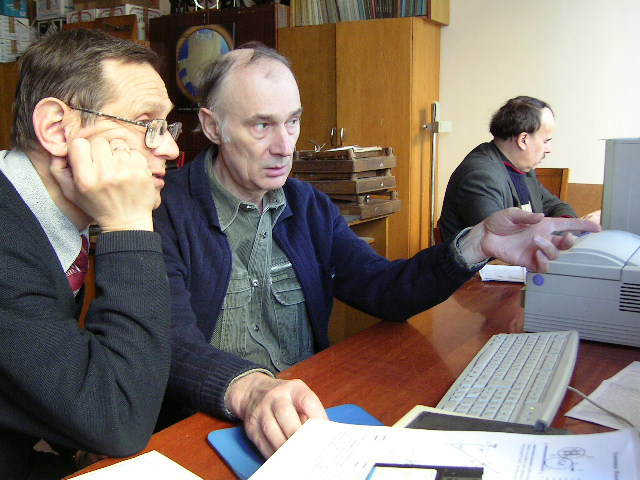
На кафедре теоретической механики, 2004 г. (Слева направо: В. Ф. Устинов, А. В. Корецкий, Н. В. Осадченко)

В 2010 году кафедра Теоретической механики (которую в 2009 году возглавил доктор технических наук И. В. Меркурьев) получила новое название: кафедра Теоретической механики и мехатроники (ТММ). Кафедра осуществляла подготовку студентов по направлению «Мехатроника и робототехника»: бакалавров — по профилю «Компьютерные технологии управления в робототехнике и мехатронике», магистров — по программе «Разработка компьютерных технологий управления и математического моделирования в робототехнике и мехатронике».
Кафедра Динамики и прочности машин имени В. В. Болотина (которую в 2011 году возглавил доцент С. Ф. Кузнецов) осуществляла подготовку студентов по направлению «Прикладная механика»: бакалавров — по профилю «Динамика и прочность машин, приборов и аппаратуры», магистров — по программе «Динамика и прочность машин, приборов и аппаратуры».
На кафедре Технологии металлов (в 2005 году её возглавил профессор В. К. Драгунов) осуществляется подготовка специалистов по двум направлениям: «Машиностроение» и «Энергетическое машиностроение». При этом бакалавры обучаются по профилям «Машины и технологии высокоэффективных процессов обработки материалов» и «Производство энергетического оборудования», а магистры — по программе «Производство энергетического оборудования».
С 1 сентября 2014 года в рамках проводимых Ректоратом и Учёным советом НИУ «МЭИ» мероприятий по реструктуризации университета в состав кафедры ПГТ были включены кафедра Парогенераторостростроения (ПГС) и кафедра Гидромеханики и гидравлических машин (ГГМ). Упразднённые кафедры (которые, как и кафедра ПГТ, с начала XXI века обеспечивали подготовку специалистов по направлению «Энергетическое машиностроение») вошли в состав кафедры Паровых и газовых турбин в качестве отделов. В настоящее время кафедра ПГТ осуществляет подготовку бакалавров по профилю «Газотурбинные, паротурбинные установки и двигатели» и магистров по программе «Газотурбинные, паротурбинные установки и двигатели»; отдел ПГС — подготовку бакалавров по профилю «Котлы, камеры сгорания и парогенераторы АЭС» и магистров по программе «Энергетические установки на органическом и ядерном топливе»; отдел ГГМ — подготовку бакалавров по профилю «Автоматизированные гидравлические и пневматические системы и агрегаты» и магистров по программе «Исследование и проектирование автоматизированных гидравлических и пневматических систем, машин и агрегатов».
В ноябре 2014 года в соответствии с совместной инициативой И. В. Меркурьева, К. Г. Гаджиева (заведующий кафедрой Основ конструирования машин) и А. С. Степанова (директор «Центра технологической поддержки образования НИУ „МЭИ“») было открыто новое структурное подразделение ЭнМИ — межкафедральная лаборатория «Центр энергетических технологий и робототехники». Техническое оснащение лаборатории включает три рабочих места для операторов и выпущенное компанией KUKA оборудование: промышленный робот KUKA KR6 sixx R900 AGILUS и две мобильные платформы KUKA youBot, на каждой из которых установлен манипулятор. Оборудование лаборатории используется в учебном процессе и для совместных научных исследований, ведущихся на кафедрах Основ конструирования машин и Теоретической механики и мехатроники.
С 1 сентября 2016 года к кафедре теоретической механики и мехатроники (ТММ) была присоединена кафедра динамики и прочности машин (ДПМ). Объединённая кафедра получила название «Кафедра робототехники, мехатроники, динамики и прочности машин» (сокращённое наименование РМДиПМ). Кафедра продолжает вести подготовку студентов по тем же направлениям, по которым её вели обе вошедшие в её состав кафедры до их объединения, причём в её составе работают два отдела: отдел теоретической механики и мехатроники и отдел динамики и прочности машин. При кафедре действует «Центр технологической поддержки образования» (научный руководитель — доцент И. В. Орлов), который ведёт работу с московскими школьниками, интересующимися робототехникой.
Сегодня в ЭнМИ обучаются около 800 студентов. Работают около 150 преподавателей, среди которых более 20 профессоров и 90 доцентов. Всего подготовлено около 12 000 выпускников.

## Руководство ЭнМИ
В разные годы деканами Энергомаша были А. В. Щегляев (с 1943 по 1955 годы), А. П. Ковалёв (с 1955 по 1963), М. М. Орахелашвили (с 1963 по 1972), А. Е. Булкин (с 1972 по 1997), П. В. Росляков (с 1997 по 2006). После преобразования в 2002 года Энергомашиностроительного института в Институт энергомашиностроения и механики деканы стали именоваться директорами. С 2006 по 2019 годы  директором ЭнМИ являлся Сергей Алексеевич Серков — профессор кафедры ПГТ имени А. В. Щегляева. После его кончины в феврале 2019 года исполняющим обязанности директора ЭнМИ стал И. В. Меркурьев.

## Структура ЭнМИ
В настоящее время (на июнь 2023 года) Институт энергомашиностроения и механики включает следующие кафедры:
- Кафедра паровых и газовых турбин имени А. В. Щегляева (ПГТ; заведующий с 2003 г. — профессор В. Г. Грибин[48]), включая вошедшую в неё кафедру (ныне — отдел) Гидромеханики и гидравлических машин (ГГМ; руководитель — профессор А. М. Грибков)
- Кафедра робототехники, мехатроники, динамики и прочности машин им. В.В. Болотина (РМДиПМ; заведующий — доктор технических наук И. В. Меркурьев) - объединение двух кафедр - кафедры теоретической механики и мехатроники и кафедры динамики и прочности машин
- Кафедра технологии металлов (ТМ; заведующий — профессор В. К. Драгунов)
- Кафедра моделирования и проектирования энергетических установок (МиПЭУ; заведующий - кандидат технических наук, доцент Плешанов Константин Александрович) - объединение кафедры инженерной графики (ИГ) и кафедры парогенераторостроения (ПГС)

В состав института в качестве отдельного подразделения входит также «Научно-исследовательский и учебный центр геотермальной энергетики» (НУЦ ГЕО). Он был создан в 1989 году по инициативе профессора кафедры ПГТ О. А. Поварова. С 1991 года Центр стал головной организацией, координирующей работы по созданию геотермальной энергетики в России, а в 1993 году приступил к выполнению комплекса исследований процесса образования влаги и агрессивных сред в проточных частях турбин. В 1999 году была пущена в эксплуатацию Верхне-Мутновская ГеоЭС, а в 2003 году — первая очередь Мутновской ГеоЭС. Сотрудники Центра О. А. Поваров, В. Н. Семёнов, Г. В. Томаров и А. И. Никольский в 2004 году за фундаментальные исследования в области геотермальной энергетики и вклад в создание геотермальных электростанций были в составе коллектива авторов удостоены Государственной Премии РФ в области науки и техники. В настоящее время директором центра является старший научный сотрудник В. Н. Семёнов.

## Направления и профили образования на ЭнМИ
Институт энергомашиностроения и механики ведёт обучение студентов в бакалавриате и магистратуре по следующим направлениям и профилям подготовки.

### Энергетическое машиностроение
Профили бакалавриата:
- Котлы, камеры сгорания и парогенераторы АЭС;
- Газотурбинные, паротурбинные установки и двигатели;
- Автоматизированные гидравлические и пневматические системы и агрегаты;
- Производство энергетического оборудования.

Программы магистратуры:
- Энергетические установки на органическом и ядерном топливе;
- Газотурбинные, паротурбинные установки и двигатели;
- Исследование и проектирование автоматизированных гидравлических и пневматических систем, машин и агрегатов;
- Производство энергетического оборудования.

### Мехатроника и робототехника
Профиль бакалавриата:
- Компьютерные технологии управления в робототехнике и мехатронике.

Программа магистратуры:
- Разработка компьютерных технологий управления и математического моделирования в робототехнике и мехатронике.

### Прикладная механика
Профиль бакалавриата:
- Динамика и прочность машин, приборов и аппаратуры.

Программа магистратуры:
- Динамика и прочность машин, приборов и аппаратуры.

### Машиностроение
Профиль бакалавриата:
- Машины и технологии высокоэффективных процессов обработки материалов.

## Достижения ЭнМИ
В 2003 году в МЭИ торжественно отмечалось 25-летие запуска студенческого искусственного спутника Земли (ИСЗ) — радиолюбительского спутника связи (выведен на орбиту 26 октября 1978 года совместно с ИСЗ «Космос-1045»), в разработке которого принимала участие группа сотрудников ЭнМФ и кафедры теоретической механики — А. Е. Булкин, И. В. Новожилов, А. И. Кобрин, И. В. Орлов, В. Е. Хроматов. В связи с юбилеем они были награждены одной из высших наград Федерации космонавтики России — медалью «За заслуги».
В 2014 году группа учёных МЭИ под руководством профессора А. Е. Зарянкина (ЭнМИ, кафедра ПГТ) за инновационные решения, обеспечивающие повышение экономичности, мощности и надёжности газовых турбин паротурбинных блоков атомных электростанций, была удостоена премии Правительства РФ в области науки и техники для молодых учёных за 2013 год. Среди награждённых — О. Митрохова и В. Носков (ПГТ).
Лауреатами Премии «Почёт и признание Поколений» (учреждена в 2004 году Правлением РОО «Клуб выпускников МЭИ») стали преподаватели ЭнМИ: А. Е. Булкин (ПГТ, 2004 год), А. Г. Костюк (ПГТ, 2005 год), Б. Т. Емцев (ГГМ, 2006 год), А. Д. Трухний (ПГТ, 2007 год), Б. М. Трояновский (ПГТ, 2008 год), В. А. Двойнишников (ПГС, 2008 год), Р. М. Голубчик (ТМ, 2009 год), Е. П. Кудрявцев (ОКМ, 2009 год). Несколько позднее к ним добавились А. Е. Зарянкин (ПГТ, 2010 год), В. П. Чирков (ДПМ, 2011 год), В. М. Матюнин (ТМ, 2012 год), В. П. Николаев (ОКМ, 2013 год), И. В. Гордеева (ИГ), В. П. Радин (ДПМ). В 2015 году премии были удостоены ещё три преподавателя ЭнМИ: М. А. Изюмов (ПГТ), Г. М. Моргунов (ПГТ) и В. В. Подалков (ТММ); в 2018 году к их числу добавились также А. И. Кобрин и В. Е. Хроматов (оба — с РМДиПМ).

## Культура института
Гимн Энергомаша был создан в 1963 году (автор мелодии — студент ЭнМФ А. В. Куршаков, слов — его однокурсники В. И. Нузов, Г. Н. Ноздрин и Г. М. Хажинский). Позднее он стал также и гимном МЭИ (сначала исполнялся с теми же словами, а в 2008 году текст Гимна МЭИ был заменён на новый, написанный Г. М. Хажинским).
Современный логотип ЭнМИ разработал профессор кафедры Инженерной графики А. О. Горнов (заведовавший данной кафедрой в 1994—2006 гг.).
Студенты ЭнМИ традиционно создают одну из полос институтской газеты «Энергетик».
Студенты ЭнМИ активно участвуют в работе Дома Культуры МЭИ.

## Известные выпускники ЭнМФ / ЭнМИ
- Булкин, Анатолий Ефремович — доктор технических наук, профессор кафедры ПГТ ЭнМИ; в 1972—1997 гг. — декан ЭнМФ[59]
- Грибин, Владимир Георгиевич — доктор технических наук, профессор кафедры ПГТ ЭнМИ; с 2002 г. — заведующий кафедрой ПГТ[23]
- Грибков, Александр Михайлович — кандидат технических наук, профессор кафедры ПГТ ЭнМИ; в 2004—2014 гг. — заведующий кафедрой ГГМ[60][61]
- Двойнишников, Владимир Александрович — доктор технических наук, профессор кафедры ПГТ ЭнМИ; в 1976—2005 гг. — заведующий кафедрой ПГС[21]
- Драгунов, Виктор Карпович — доктор технических наук, профессор кафедры ТМ ЭнМИ; с 2005 г. — заведующий этой кафедрой[36]
- Зарянкин, Аркадий Ефимович — доктор технических наук, профессор кафедры ПГТ ЭнМИ[62]
- Коркунов, Андрей Николаевич — основатель кондитерской фирмы Коркунова и Одинцовской кондитерской фабрики, создатель бренда и торговой марки «А. Коркунов»[63]
- Костюк, Аскольд Глебович — доктор технических наук, профессор кафедры ПГТ ЭнМИ; в 1970—1987 гг. — заведующий этой кафедрой[23][12]
- Кузнецов, Сергей Фёдорович — кандидат технических наук, доцент кафедры РМДиПМ ЭнМИ; в 2011—2016 гг. — заведующий кафедрой ДПМ[34]
- Матюнин, Вячеслав Михайлович — доктор технических наук, профессор кафедры ТМ ЭнМИ; в 1998—2005 гг. — заведующий этой кафедрой[36]
- Меркурьев, Игорь Владимирович — доктор технических наук, заведующий кафедрой ТММ ЭнМИ в 2009—2016 гг.[14] (с 2016 г. — заведующий кафедрой РМДиПМ)[45]
- Перов, Виктор Александрович — доктор технических наук, профессор; с 2004 г. — заведующий кафедрой теоретической механики и ТММ Московского государственного университета природообустройства[9][64]
- Росляков, Павел Васильевич — доктор технических наук, профессор кафедры ПГТ ЭнМИ; в 1997—2006 гг. — декан ЭнМФ, директор ЭнМИ, в 2005—2014 гг. — заведующий кафедрой ПГС, в 2006—2013 гг. — первый проректор МЭИ по учебной работе[21]
- Семёнов, Валерий Николаевич — кандидат технических наук, старший научный сотрудник, директор НУЦ ГЕО МЭИ[49]
- Серков, Сергей Алексеевич — кандидат технических наук, профессор кафедры ПГТ ЭнМИ; в 2006 —2019 г. — директор ЭнМИ[65]
- Смирнов, Анатолий Иванович — кандидат технических наук, профессор кафедры РМДиПМ ЭнМИ; в 2007—2014 гг. — заведующий кафедрой ОКМ ЭнМИ[9][66]
- Трухний, Алексей Данилович — доктор технических наук, профессор кафедры ПГТ ЭнМИ; в 1987—2002 гг. — заведующий этой кафедрой[9][67]
- Томаров, Григорий Валентинович – доктор технических наук, профессор, Лауреат Государственной премии РФ в области науки и техники
- Филиппов, Геннадий Алексеевич — академик РАН, доктор технических наук, профессор кафедры ПГТ ЭнМИ[68]
- Хроматов, Василий Ефимович — кандидат технических наук, профессор кафедры РМДиПМ ЭнМИ, заместитель директора ЭнМИ по учебной работе[9]
- Чирков, Виктор Петрович — доктор технических наук, профессор кафедры РМДиПМ ЭнМИ; в 1996—2011 гг. — заведующий кафедрой ДПМ[34]